# Comuna Zolocivka, Demîdivka
Zolocivka (în ucraineană Золочівка) este o comună în raionul Demîdivka, regiunea Rivne, Ucraina, formată din satele Nîvî-Zolocivski și Zolocivka (reședința).

## Demografie
Componența lingvistică a comunei Zolocivka
     Ucraineană (99,61%)
     Alte limbi (0,39%)
Conform recensământului din 2001, majoritatea populației comunei Zolocivka era vorbitoare de ucraineană (99,61%), existând în minoritate și vorbitori de alte limbi.